# لويس هرنانديز (لاعب كرة قاعدة)
لويس هرنانديز (بالإسبانية: Luis Hernández)‏ هو لاعب كرة قاعدة فنزويلي، ولد في 26 يونيو 1984 في كيوبور ‏ في فنزويلا.

## وصلات خارجية
- لويس هرنانديز على موقع دوري كرة القاعدة الرئيسي (الإنجليزية)
- لويس هرنانديز على موقعبيزبول رفرنس.كوم (الدوري الرئيسي) (الإنجليزية)
- لويس هرنانديز على موقعبيزبول رفرنس.كوم (الدوري الثانوي) (الإنجليزية)
- لويس هرنانديز على موقع إي إس بي إن.كوم (أم.أل.بي) (الإنجليزية)
- لويس هرنانديز على موقع مشجعي الرسوم البيانية (الإنجليزية)